# I mari del Sud
I mari del Sud (in spagnolo Los mares del Sur) è il terzo romanzo sull'investigatore Pepe Carvalho di Manuel Vázquez Montalbán. Originariamente, era stato pubblicato in Italia con il titolo di Un delitto per Pepe Carvalho. Ha vinto il Premio Planeta e ha lanciato in ambito internazionale lo scrittore catalano.

## Trama
Mima, vedova del ricco impresario Stuart Pedrell, e il suo avvocato chiedono a Carvalho di indagare sulla sua scomparsa e successivo assassinio. L'investigatore di Barcellona ha come unica traccia un verso in italiano, che successivamente scoprirà essere opera di Salvatore Quasimodo, e la dichiarazione dello stesso Stuart Pedrell che avrebbe voluto passare un anno nei mari del sud. Carvalho si metterà sulle tracce delle amanti dell'impresario, che lo condurranno nel rione popolare di San Magín, costruito da lui stesso.

## Adattamenti
Dal romanzo è stato tratto il film Los mares del Sur diretto da Manuel Esteban.

## Edizioni
- Manuel Vázquez Montalbán, I mari del Sud, traduzione di Hado Lyria, Feltrinelli, 1996,  pp. 190.